# Celtis harperi
Celtis harperi är en hampväxtart som beskrevs av John Horne och John Gilbert Baker. Celtis harperi ingår i släktet Celtis och familjen hampväxter. Inga underarter finns listade i Catalogue of Life.